# I Megaphone
I Megaphone (stiliserat i Megaphone) är debutalbumet av den brittiska artisten Imogen Heap, utgivet 1998 på Almo Sounds. På albumet visar Imogen Heap upp en rakare och rockigare stil än den på hennes senare album. Flera av låtarna spelades in var för sig tillsammans med olika studiomusiker och med David A. Stewart och David Kahne som huvudsakliga producenter. Låtarna "Getting Scared", "Shine", "Come Here Boy" och "Oh Me, Oh My" gavs även ut som singlar. Albumets titel är en anagram av "Imogen Heap".
Albumet var inte särskilt uppmärksammat vid utgivningen men har fått övervägande positiva recensioner av kritiker. I januari 2002 släpptes även en japansk utgåva med fyra bonuslåtar.

## Låtlista
Texter av Imogen Heap; musik av Imogen Heap där inget annat anges.
1. "Getting Scared" (Imogen Heap, Guy Sigsworth) – 4:53
2. "Sweet Religion" – 4:03
3. "Oh Me, Oh My" – 5:05
4. "Shine" – 4:40
5. "Whatever" (Fil Eisler, Imogen Heap) – 3:44
6. "Angry Angel" – 4:45
7. "Candlelight" – 4:39
8. "Rake It In" (Fil Eisler, Imogen Heap) – 3:50
9. "Come Here Boy" – 3:58
10. "Useless" – 5:19
11. "Sleep" – 3:46

Bonuslåtar på japanska utgåvan från 2002
1. "Aeroplane" (Imogen Heap, Guy Sigsworth) – 4:20
2. "Feeling Strange" – 4:38
3. "Blanket" (med Urban Species) (Imogen Heap, Urban Species) – 5:47
4. "Kidding" (live) – 4:31

## Medverkande
Musiker
- Steve Bush – programmering (1)
- Imogen Heap – sång
- Randy Jackson – bas (6, 8, 10)
- Eshan Khadaroo – trummor (1)
- Andy Kravitz – trummor (2, 3, 4, 5, 7, 9)
- Abe Laboriel Jr. – trummor (6, 8, 10)
- Guy Sigsworth – programmering (2)
- Alex Silva – programmering (2, 4, 8, 10)
- Andy Wright – programmering (2, 4, 6, 8, 10)

Teknisk personal
- Greg Calbi – mastering
- Chaz – fotografier
- David Kahne – producent (3, 5, 7, 9, 11)
- Dwight Marshall – fotografier (omslag)
- Guy Sigsworth – producent (1)
- David A. Stewart – producent (2, 4, 6, 8, 10)

Information från Discogs.